# Dagoman
Dagoman är ett utdött australiskt språk. Dagoman talades i Nordterritoriet. Dagoman tillhörde de gunwingguanska språken.